# استانا کاتیک
استانا کاتیک (انگلیسی: Stana Katic؛ زادهٔ ۲۶ آوریل ۱۹۷۸) یک هنرپیشه اهل کانادا است. او از سال ۱۹۹۹ میلادی تاکنون مشغول فعالیت بوده‌است.
از فیلم‌ها یا برنامه‌های تلویزیونی که او در آن نقش داشته‌است می‌توان به ذره‌ای آرامش، بخش فوریت‌های پزشکی، ۲۴، قهرمان‌ها، سی‌اس‌آی: میامی، یگان، روح، بدل و دشنه اشاره کرد.